# Municipio de Mineral Springs (Dakota del Norte)
El municipio de Mineral Springs (en inglés: Mineral Springs Township) es un municipio ubicado en el condado de Slope en el estado estadounidense de Dakota del Norte. En el año 2010 tenía una población de 23 habitantes y una densidad poblacional de 0,25 personas por km².

## Geografía
El municipio de Mineral Springs se encuentra ubicado en las coordenadas 46°18′55″N 103°13′43″O / 46.31528, -103.22861. Según la Oficina del Censo de los Estados Unidos, el municipio tiene una superficie total de 93.02 km², de la cual 92,95 km² corresponden a tierra firme y (0,08 %) 0,07 km² es agua.

## Demografía
Según el censo de 2010, había 23 personas residiendo en el municipio de Mineral Springs. La densidad de población era de 0,25 hab./km². De los 23 habitantes, el municipio de Mineral Springs estaba compuesto por el 100 % blancos. Del total de la población el 0 % eran hispanos o latinos de cualquier raza.